# جيمس فانس (كاتب)
جيمس فانس (بالإنجليزية: James Vance)‏ هو كاتب قصص مصورة وكاتب أمريكي، ولد في 2 أبريل 1953 في موسكوجي في الولايات المتحدة، وتوفي في 5 يونيو 2017 في تلسا في الولايات المتحدة بسبب سرطان.

## وصلات خارجية
- الموقع الرسمي